# Lorenz Hauser (Landwirt)

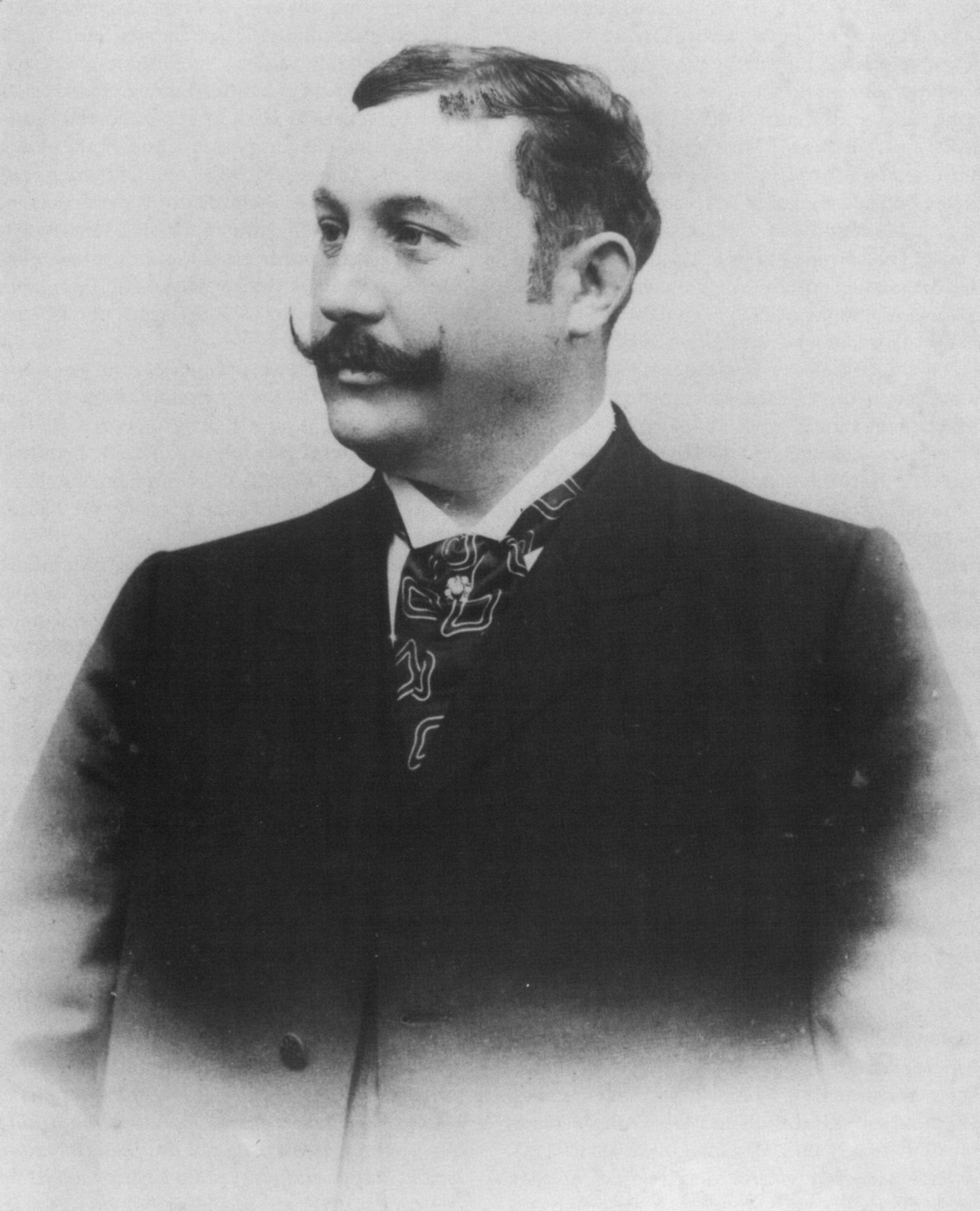
Lorenz Hauser (1902)

Lorenz „Lenz“ Hauser (* 9. Mai 1869 in Neuhausen; † 15. Juli 1918 in München) war ein bayerischer Landwirt, der durch den Verkauf seiner Ländereien als verschwenderischer und sagenumwobener „Millionenbauer von München-Neuhausen“ in die Geschichte einging.

## Leben
Hauser war der zweitgeborene Sohn des 1885 verstorbenen Landwirts vom Strohmaier-Hof an der Winthirstraße 6 in Neuhausen, der sich an der Stelle befand, wo heute die Postfiliale steht. Nach dem Tod des Vaters erbte sein Bruder Georg als Erstgeborener den Hof und die umfangreichen Ländereien, während Lorenz Hauser in Lenggries das Metzgerhandwerk erlernte.

### Erbe und Verkauf

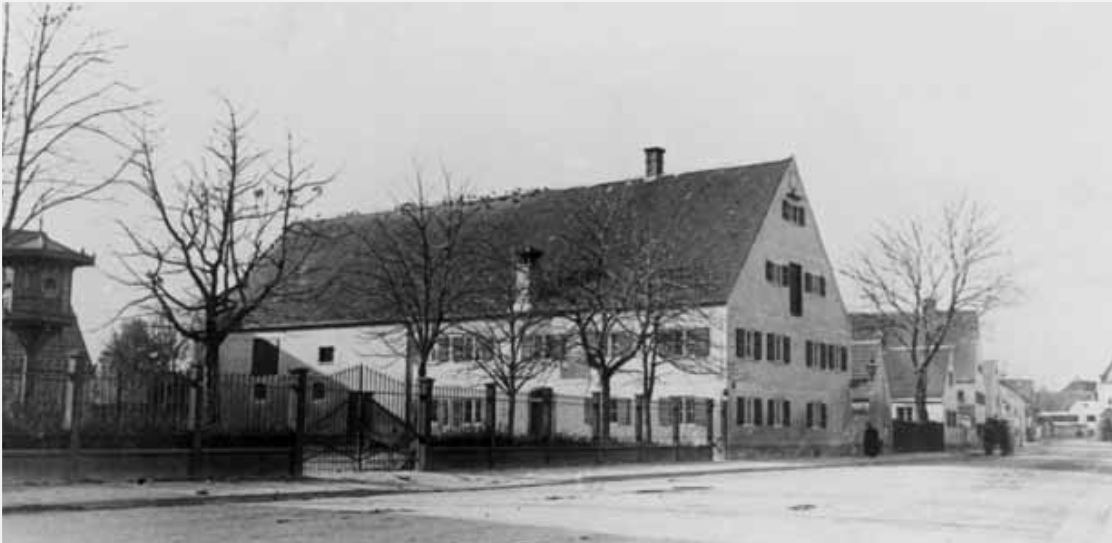
Der Strohmaier-Hof in München-Neuhausen (1906).

Als Georg Hauser selbst drei Jahre nach dem Tod des Vaters verstarb, ging das Anwesen auf den damals 19-jährigen Lorenz Hauser über. Die Eingemeindung Neuhausens nach München im Januar 1890 führte zu immens steigenden Grundstückspreisen, da auf den landwirtschaftlichen
Flächen großstädtische Wohnanlagen und Fabriken entstanden. Durch den Verkauf von Grundstücken wurde der junge Hauser zum reichsten Bauern Oberbayerns und besaß mehrere Millionen Mark. Große Ackerflächen behielt er mit spekulativer Absicht zurück und hoffte auf weiteren Wertzuwachs.

### Leben als „Millionenbauer“
Durch den Verkauf reduzierte sich die landwirtschaftliche Arbeit auf dem Hof und Hauser verlagerte seine Interessensschwerpunkte. Er begeisterte sich für Pferderennen, züchtete auch selbst erfolgreiche edle Rennpferde und gab sich allerlei Lastern hin. Nach dem Motto „S’Geld muaß unter d’Leit“ (bair. für Das Geld muss unter die Leute.) pflegte er einen exzessiven und angeberischen Lebenswandel, unternahm zahlreiche Weltreisen, hatte Erfolg beim weiblichen Geschlecht und war bekannt für Lokalbesuche, bei denen er im Vollrausch zuletzt das Inventar zerlegte. Gerichtlich auferlegte Geldstrafen beeindruckten ihn offensichtlich wenig, bei Gefängnisaufenthalten genoss er die Aufmerksamkeit der anderen Insassen.
Bekannt war Hauser auch für sein gemeinnütziges Engagement. Er übernahm zahlreiche Firmpatenschaften, beschenkte die Firmlinge mit einer goldenen Uhr und bezahlte die Festtagsfeierlichkeiten. Ebenso spendabel zeigte er sich gegenüber seinen eigenen unehelichen Kindern und gegenüber sonstigen Verwandten.

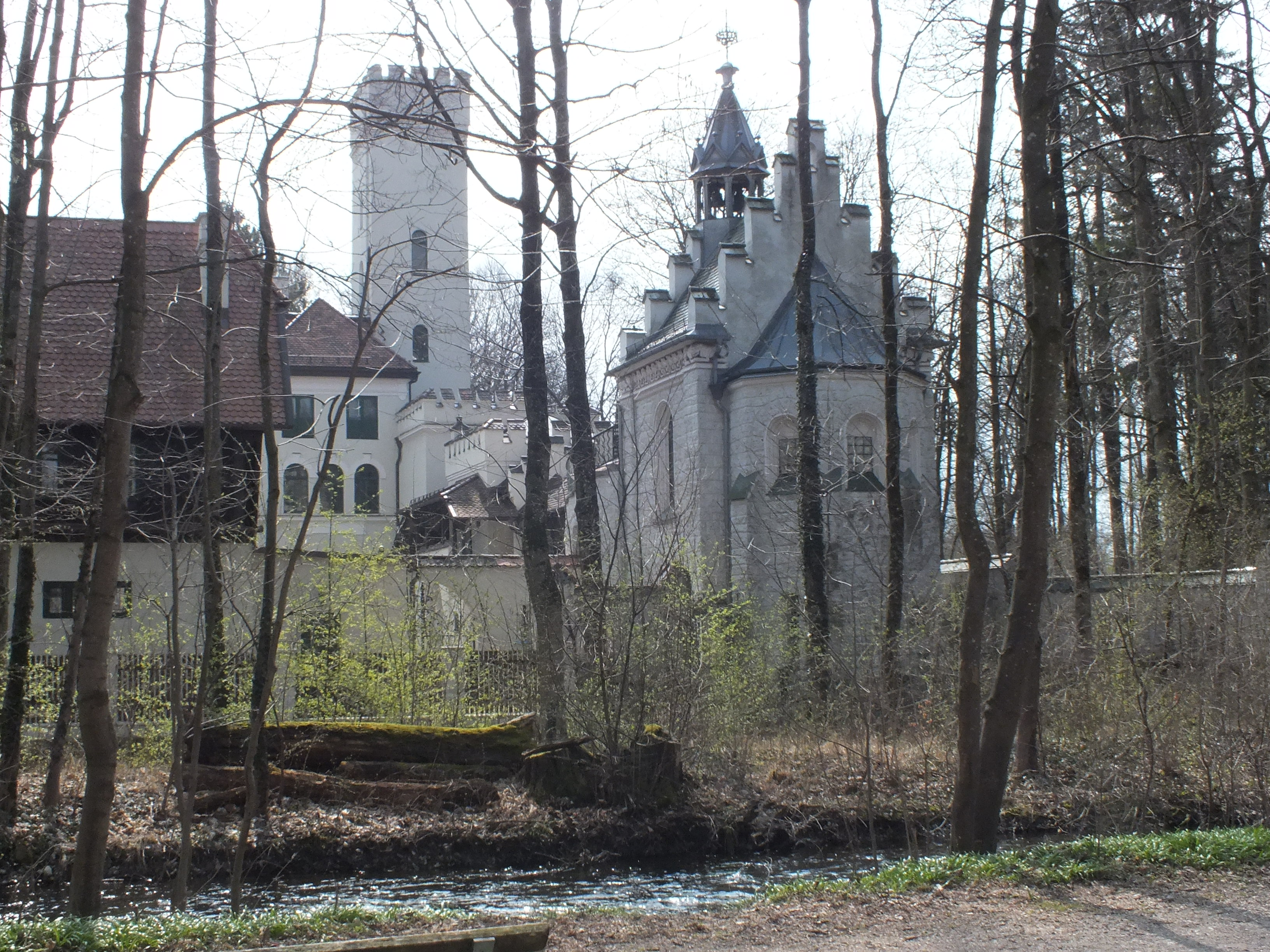
Das „Hauser-Schloss“ in Allach.

1899/1900 ließ er sich auf einem 50.000 m² großen Grundstück für den außerordentlich hohen Betrag von 500.000 Mark das „Hauser-Schloss“ mit fünfstöckigem Turm erbauen, heute besser bekannt als das Schloss Allach. 1900 ließ er dazu eine neuromanische Kapelle mit Verbindungsbau zum Herrenhaus, ein Stall- und Dienerschaftsgebäude mit Turm sowie ein Pförtnerhaus errichten. Im Zeitraum vom März 1902 bis Juli 1904 hatte er neben einem weiteren Wohnsitz in der Münchner Zweibrückenstraße den Hauptwohnsitz im Schloss, wo zahlreiche und ausschweifende Feste Stoff für den etwas unsoliden Ruf des Schlossherrn lieferten. Danach hielt er sich bis 1908 nur noch vereinzelt im Schloss auf und verkaufte die gesamte Anlage mit einer Fläche von 8,6 Hektar an Graf Alexander von Boos zu Waldeck und Montfort und dessen Gattin für 303.000 Mark. Im August 1915 erwarb Hauser im Rahmen einer Zwangsversteigerung das Schloss erneut zum Preis von 111.000 Mark, das zwischenzeitlich mehrere Eigentümer hatte. Im Mai 1916 veräußerte er es für 190.000 Mark an den Großkaufmann Eduard Hagedorn.

### Tod

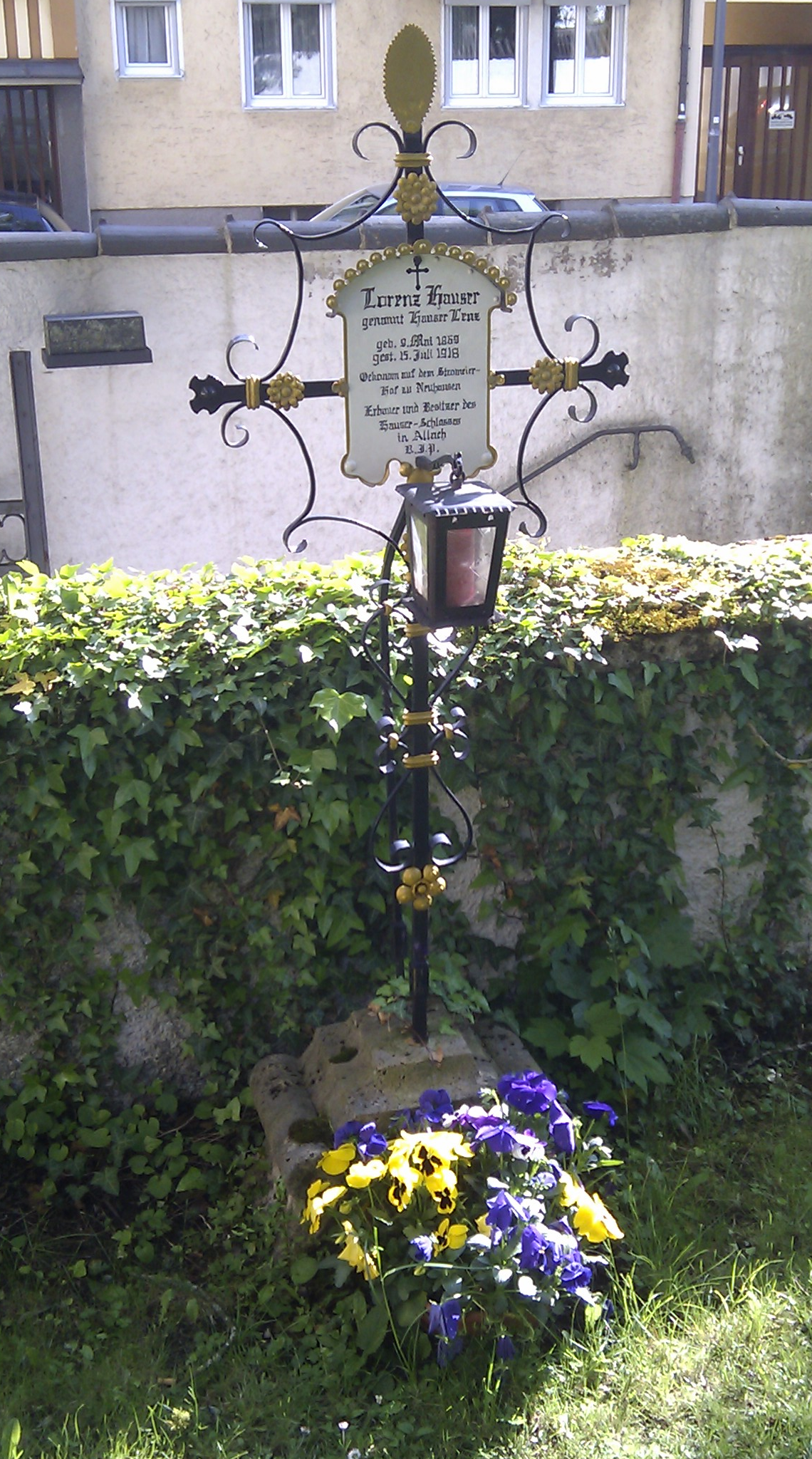
Grabstätte

Lorenz Hauser war unverheiratet geblieben, hatte jedoch zu Lebzeiten zwei nichteheliche Kinder anerkannt. Bereits 1913 war bei ihm Delirium tremens diagnostiziert worden. Im Frühjahr 1918 erkrankte Hauser an Lungenentzündung und verstarb im Juli 1918 infolge der Spanische-Grippe-Pandemie. Sein Vermögen fiel den Erbstreitereien der Hinterbliebenen und der Inflation von 1914 bis 1923 zum Opfer. Sein Leichnam wurde auf dem Winthirfriedhof beigesetzt. Das Grab wird von MAN-Lehrlingen gepflegt. Die MAN Nutzfahrzeuge AG erwarb das Allacher Schloss 1955 und nutzt es als Empfangs- und Gästehaus für wichtige Persönlichkeiten.